# Meshuggah
A Meshuggah (jiddis: őrült/bolond) egy öttagú svéd extrém metalegyüttes, melyet 1987-ben alapítottak, Umeå városában, Svédországban.

## Tagok
- Jens Kidman – ének
- Fredrik Thordendal – szóló- és ritmusgitár, háttérvokál
- Mårten Hagström – ritmusgitár, háttérvokál
- Dick Lövgren – basszusgitár
- Tomas Haake – dob

## Diszkográfia

### Nagylemezek
- Contradictions Collapse (1991)
- Destroy Erase Improve (1995)
- Chaosphere (1998)
- Nothing (2002, DVD-vel újra kiadva 2006-ban)
- Catch Thirty-Three (2005)
- ObZen (2008)
- Koloss (2012)
- The Violent Sleep of Reason (2016)
- Immutable (2022)

### EP-k
- Psykisk Testbild (1989)
- None (1994)
- Selfcaged (1995)
- The True Human Design (1997)
- I (2004)

### DVD-k
- Alive (2010) koncertfilm

## Külső hivatkozások
- Hivatalos MySpace oldal
- Hivatalos weboldal
- Hivatalos Meshuggah fórum Archiválva 2007. július 12-i dátummal a Wayback Machine-ben